# كريسي إين بونتيو
كريسي أن بونتيو، (بالفرنسية: Crécy-en-Ponthieu)‏، هي بلدية فرنسية تقع في إقليم سوم، التابعة للمنطقة الإدارية أوت دو فرانس، في شمال فرنسا، وتقع جنوب كاليه. يطلق عليها اسم «غابة كريسي» التي تبدأ على بعد كيلومترين تقريباً جنوب غرب المدينة، والتي تعد واحدة من أكبر الغابات في شمال فرنسا. النهر الصغير (الماي)، يمر عبر البلدة. كان موقع معركة كريسي في عام 1346.

## أعلام
- جان يموان
- يانغ الأعمى